# Pleurothallis atrohiata
Pleurothallis atrohiata är en orkidéart som beskrevs av Donald Dungan Dod. Pleurothallis atrohiata ingår i släktet Pleurothallis och familjen orkidéer. Inga underarter finns listade i Catalogue of Life.